# Kanton Bouzonville
Der Kanton Bouzonville ist seit 1790 ein französischer Wahlkreis in den Arrondissements Forbach-Boulay-Moselle und Thionville im Département Moselle in der Region Grand Est (bis 2015 Lothringen). Sein Hauptort ist Bouzonville.

## Geschichte
Der Kanton wurde am 15. Februar 1790 im Zuge der Einrichtung der Départements als Teil des damaligen „Distrikts Sarreloius“ gegründet. Als 1802 die damaligen Kantone Bisten und Gros-Hémestroff aufgelöst wurden, wurde der Kanton Bouzonville um einen Teil der Ortschaften dieser Kantone erweitert. Im Jahr 1814 kamen weitere Gemeinden vom bisherigen Kanton Sarrelouis hinzu. Bis 1834 stieg die Zahl der Gemeinden durch Wechsel zum Kanton Bouzonville weiter bis auf 32. Von 1834 bis 2015 gehörten 32 Gemeinden zum Kanton Bouzonville. Von 1871 bis 1919 sowie von 1940 bis 1944 gab es keine weitere Untergliederung des damaligen „Kreises Bolchen“. Mit der Neuordnung der Kantone in Frankreich stieg die Zahl der Gemeinden 2015 auf 55. Die Gemeinde Creutzwald wechselte 2015 zum Kanton Boulay-Moselle. Zu den verbleibenden 31 Gemeinden des Kantons Bouzonville kamen alle 23 Gemeinden des bisherigen Kantons Sierck-les-Bains und die Gemeinde Holling aus dem Kanton Boulay-Moselle hinzu.

## Geografie
Der Kanton liegt in der Nordhälfte des Départements Moselle an der Grenze zu Deutschland und Luxemburg.

## Gemeinden
Der Kanton besteht aus 54 Gemeinden mit insgesamt 34.171 Einwohnern (Stand: 1. Januar 2022) auf einer Gesamtfläche von 400,71 km²:
| Gemeinde                    | Mundart Patois                          | Deutsch                  | Einwohner (2022) | Fläche (km²) | Code postal | Code Insee | Arrondissement         |
| --------------------------- | --------------------------------------- | ------------------------ | ---------------- | ------------ | ----------- | ---------- | ---------------------- |
| Alzing                      | Oljhéngen                               | Alzingen                 | 401              | 4,54         | 57320       | 57016      | Forbach-Boulay-Moselle |
| Anzeling                    | Aselingen/Aasléngen                     | Anzelingen               | 480              | 5,92         | 57320       | 57025      | Forbach-Boulay-Moselle |
| Apach                       | Opéch                                   | Apach                    | 1.072            | 3,35         | 57480       | 57026      | Thionville             |
| Berviller-en-Moselle        | Beerweller/Bersch                       | Berweiler                | 462              | 5,52         | 57550       | 57069      | Forbach-Boulay-Moselle |
| Bibiche                     | Bibesch                                 | Bibisch                  | 433              | 12,52        | 57320       | 57079      | Forbach-Boulay-Moselle |
| Bouzonville                 | Busendroff Bzonvèle/Besonvelle          | Busendorf                | 3.824            | 13,9         | 57320       | 57106      | Forbach-Boulay-Moselle |
| Brettnach                   | Brettnachen                             | Brettnach                | 430              | 5,9          | 57320       | 57110      | Forbach-Boulay-Moselle |
| Château-Rouge               | Roudendroff                             | Rothendorf               | 297              | 4,32         | 57320       | 57131      | Forbach-Boulay-Moselle |
| Chémery-les-Deux            | Scheemrech/Grouss-Scheemrech/Schemerich | Schemmerich              | 592              | 10,03        | 57320       | 57136      | Forbach-Boulay-Moselle |
| Colmen                      | Kulmen                                  | Colmen/Kolmen            | 207              | 4,82         | 57320       | 57149      | Forbach-Boulay-Moselle |
| Contz-les-Bains             | Nidderkonz                              | Niederkontz/Bad Kontz    | 524              | 3,19         | 57480       | 57152      | Thionville             |
| Dalem                       | Dale/Dalem                              | Dalem                    | 698              | 7,32         | 57550       | 57165      | Forbach-Boulay-Moselle |
| Dalstein                    | Doolschten/Doolsten/Duelsten            | Dalstein                 | 378              | 3,97         | 57320       | 57167      | Forbach-Boulay-Moselle |
| Ébersviller                 | Ebeschwiller/Ewëschweller               | Ebersweiler              | 963              | 14,07        | 57320       | 57186      | Forbach-Boulay-Moselle |
| Falck                       | Falk                                    | Falk                     | 2.516            | 6,07         | 57550       | 57205      | Forbach-Boulay-Moselle |
| Filstroff                   | Félschtroff                             | Filsdorf                 | 774              | 16,76        | 57320       | 57213      | Forbach-Boulay-Moselle |
| Flastroff                   | Floostroff/Flooschtroff                 | Flasdorf                 | 371              | 8,38         | 57320       | 57215      | Thionville             |
| Freistroff                  | Freeschdroff                            | Freisdorf                | 1.010            | 14,67        | 57320       | 57235      | Forbach-Boulay-Moselle |
| Grindorff-Bizing            | Gréinsdroff-Béiséngen                   | Grindorf-Bisingen        | 311              | 6,86         | 57480       | 57259      | Thionville             |
| Guerstling                  | Gerschlingen                            | Gerstlingen              | 367              | 4,42         | 57320       | 57273      | Forbach-Boulay-Moselle |
| Halstroff                   | Hoolstroff/Holschtroff                  | Halsdorf                 | 296              | 10,78        | 57480       | 57286      | Thionville             |
| Hargarten-aux-Mines         | Hargaarten/Hergorten                    | Hargarten                | 1.083            | 5,51         | 57550       | 57296      | Forbach-Boulay-Moselle |
| Haute-Kontz                 | Uewer-Konz                              | Oberkontz                | 550              | 6,41         | 57480       | 57371      | Thionville             |
| Heining-lès-Bouzonville     | Heining                                 | Heiningen bei Busendorf  | 485              | 6,03         | 57320       | 57309      | Forbach-Boulay-Moselle |
| Hestroff                    | Heschdrëf/Heschtroff                    | Hessdorf                 | 479              | 7,43         | 57320       | 57322      | Forbach-Boulay-Moselle |
| Holling                     | Holléngen                               | Hollingen                | 443              | 4,86         | 57220       | 57329      | Forbach-Boulay-Moselle |
| Hunting                     | Hënténgen/Hénténgen                     | Hüntingen                | 689              | 3,78         | 57480       | 57341      | Thionville             |
| Kerling-lès-Sierck          | Kiirléngen                              | Kerlingen                | 608              | 17,82        | 57480       | 57361      | Thionville             |
| Kirsch-lès-Sierck           | Kiisch                                  | Kirsch bei Sierck        | 329              | 8,85         | 57480       | 57364      | Thionville             |
| Kirschnaumen                | Naumen/Keréchnaumen                     | Kirchnaumen              | 479              | 19,93        | 57480       | 57365      | Thionville             |
| Laumesfeld                  | Laumëschfeld                            | Laumesfeld               | 285              | 8,3          | 57480       | 57387      | Thionville             |
| Launstroff                  | Launschtroff/Launschdrëf                | Launsdorf                | 241              | 7,81         | 57480       | 57388      | Thionville             |
| Malling                     | Malléngen/Malléng                       | Mallingen                | 680              | 4,42         | 57480       | 57437      | Thionville             |
| Manderen-Ritzing            |                                         |                          | 602              | 15,07        | 57480       | 57439      | Thionville             |
| Menskirch                   | Menschkérch                             | Menskirchen              | 140              | 4,48         | 57320       | 57457      | Forbach-Boulay-Moselle |
| Merschweiller               | Meeschweiler/Meeschwäiler               | Merschweiler             | 290              | 5,76         | 57480       | 57459      | Thionville             |
| Merten                      | Méerten                                 | Merten                   | 1.450            | 5,23         | 57550       | 57460      | Forbach-Boulay-Moselle |
| Montenach                   | Montléch/Montléng                       | Montenach                | 487              | 9,19         | 57480       | 57479      | Thionville             |
| Neunkirchen-lès-Bouzonville | Nongkérchen                             | Neunkirchen              | 333              | 3,8          | 57320       | 57502      | Forbach-Boulay-Moselle |
| Oberdorff                   | Owerdorf                                | Oberdorf                 | 332              | 4,22         | 57320       | 57516      | Forbach-Boulay-Moselle |
| Rémelfang                   | Remelfangen                             | Remelfangen              | 144              | 3,3          | 57320       | 57567      | Forbach-Boulay-Moselle |
| Rémeling                    | Reimléngen/Raïmléngen                   | Reimelingen              | 337              | 6,47         | 57480       | 57569      | Thionville             |
| Rémering                    | Reimeringen                             | Reimeringen              | 419              | 4,94         | 57550       | 57570      | Forbach-Boulay-Moselle |
| Rettel                      | Rettel                                  | Rettel                   | 849              | 6,89         | 57480       | 57576      | Thionville             |
| Rustroff                    | Réischtroff/Réischdrëf                  | Rüsdorf                  | 651              | 3,23         | 57480       | 57604      | Thionville             |
| Saint-François-Lacroix      | Franz                                   | Sankt Franz              | 322              | 7,33         | 57320       | 57610      | Forbach-Boulay-Moselle |
| Schwerdorff                 | Schweerdroff                            | Schwerdorf               | 472              | 9,42         | 57320       | 57640      | Forbach-Boulay-Moselle |
| Sierck-les-Bains            | Siirk                                   | Bad Sierck               | 1.769            | 4,8          | 57480       | 57650      | Thionville             |
| Tromborn                    | Tromborren                              | Tromborn                 | 333              | 6,13         | 57320       | 57681      | Forbach-Boulay-Moselle |
| Vaudreching                 | Walachen                                | Wallerchen               | 486              | 4,69         | 57320       | 57700      | Forbach-Boulay-Moselle |
| Villing                     | Wéllingen                               | Willingen                | 514              | 4,93         | 57550       | 57720      | Forbach-Boulay-Moselle |
| Vœlfling-lès-Bouzonville    | Welfling                                | Wölflingen bei Busendorf | 159              | 2,9          | 57320       | 57749      | Forbach-Boulay-Moselle |
| Waldweistroff               | Waldweischtroff/Waldweischdrëf          | Waldweisdorf             | 521              | 7,73         | 57320       | 57739      | Thionville             |
| Waldwisse                   | Waldwiss/Wiiss                          | Waldwiese                | 804              | 11,74        | 57480       | 57740      | Thionville             |
| Kanton Bouzonville          | Bolchin                                 | Bolchen                  | 34.171           | 400,71       | -           | -          | -                      |

Bis zur landesweiten Neuordnung der französischen Kantone im März 2015 gehörten zum Kanton Bouzonville die 32 Gemeinden Alzing, Anzeling, Berviller-en-Moselle, Bibiche, Bouzonville (Hauptort), Brettnach, Château-Rouge, Chémery-les-Deux, Colmen, Creutzwald, Dalem, Dalstein, Ébersviller, Falck, Filstroff, Freistroff, Guerstling, Hargarten-aux-Mines, Heining-lès-Bouzonville, Hestroff, Menskirch, Merten, Neunkirchen-lès-Bouzonville, Oberdorff, Rémelfang, Rémering, Saint-François-Lacroix, Schwerdorff, Tromborn, Vaudreching, Villing und Vœlfling-lès-Bouzonville. Sein Zuschnitt entsprach einer Fläche von 241,81 km2.

## Veränderungen im Gemeindebestand seit 2015
2019: Fusion Manderen und Ritzing → Manderen-Ritzing

### Bevölkerungsentwicklung
| 1962   | 1968   | 1975   | 1982   | 1990   | 1999   | 2006   | 2012   |
| ------ | ------ | ------ | ------ | ------ | ------ | ------ | ------ |
| 29.835 | 32.468 | 34.071 | 34.426 | 35.043 | 34.343 | 34.456 | 35.060 |

## Politik
Im 1. Wahlgang am 22. März 2015 erreichte keines der fünf Kandidatenpaare die absolute Mehrheit. Bei der Stichwahl am 29. März 2015 gewann das Gespann Katia Muller/Laurent Steichen (beide UDI) gegen Lucien Da Ros/Irène Weber (beide FN) mit einem Stimmenanteil von 59,15 % (Wahlbeteiligung:47,81 %).
Seit 1945 hatte der Kanton folgende Abgeordnete im Rat des Départements:
| Vertreter im conseil général (1) des Départements | Vertreter im conseil général (1) des Départements | Vertreter im conseil général (1) des Départements |
| Amtszeit                                          | Name                                              | Partei                                            |
| ------------------------------------------------- | ------------------------------------------------- | ------------------------------------------------- |
| 1945–1971                                         | Félix Mayer                                       | MRP                                               |
| 1971–1973                                         | Roger Hesse                                       | Centre démocrate                                  |
| 1973–1994                                         | André Bohl                                        | Centre démocratie et progrès, danach UDF          |
| 1994–2015                                         | Clément Larcher                                   | RPR, danach UMP                                   |
| 2015–                                             | Katia Muller Laurent Steichen                     | UDI                                               |

(1) seit 2015 Departementrat